# Sociedad Deportiva Negreira
La Sociedad Deportiva Negreira és un club de futbol gallec de la localitat de Negreira, a la província de la Corunya. Fundat el 1965 juga actualment a la Tercera divisió.

## Història
A principis dels anys 1980, durant la presidència de Gumersindo Rodríguez-Trelles i amb José Manuel Rodríguez "Rodri" com a entrenador, va aconseguir ascendir de la Lliga de la Costa a Primera Regional. En els anys 1990 va continuar ascendint. Va debutar a la Tercera divisió la temporada 2001-02 i va arribar a jugar a Segona B la temporada 2005-06.

## Equipacions
- Primera equipació: Samarreta vermella, pantaló blau i mitges vermelles.
- Segona equipació: Samarreta blanca, pantaló blanc i mitges blanques.

## Dades del club
- Temporades a 1a: 0
- Temporades a 2a: 0
- Temporades a 2aB: 1
- Temporades a 3a: 12